# Timex Sinclair 1000

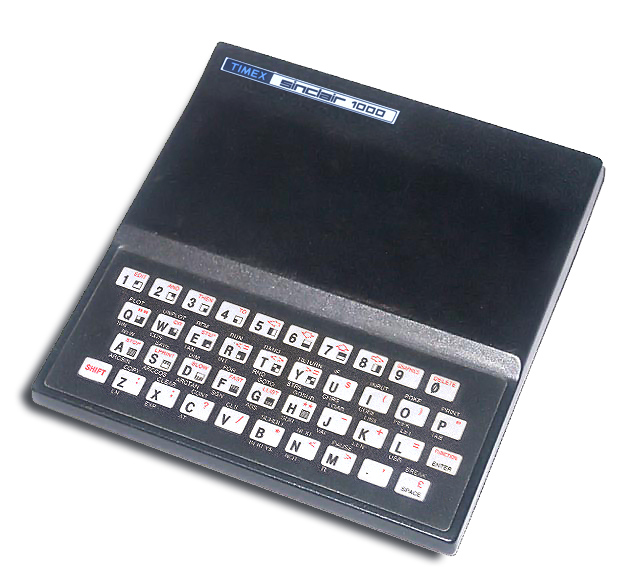
Timex Sinclair 1000

Timex Sinclair 1000 és la variant americana de l'ordinador ZX81 fabricat per Timex Sinclair. A diferència del ZX81 estava equipat amb 2 KiB de memòria RAM i un modulador de TV NTSC. La principal diferència visible era el logotip de Timex Sinclair en lloc del logotip ZX81, apart d'aixó, els equips eren visualment idèntics. Els primers equips Timex Sinclair 1000 contenien la placa d'un equip ZX81. Aquestes versions tenien només 1 KiB de RAM. Més tard va sortir al mercat el Timex Sinclair 1500, en competència directa amb el Timex Sinclair 1000 amb 16 KiB de memòria integrant en el conjunt un teclat de goma. A Portugal es va fabricar l'ordinador Timex Sinclair 1000P amb una variant respecte a l'original, un modulador per a l'estàndard PAL.
Tot l'equip només tenia 4 circuits integrats, però tenia un problema: els defectes de fabricació, segons les estadístiques s'espatllava un de cada tres equips.
La memòria original podia ser ampliada mitjançant el mòdul de memòriaː Timex Sinclair 1016 de 16 KiB, obtenint un total de 18 KiB. Després de sortir el model Timex Sinclair 1500, se li va canviar la interfície d'ampliació de memòria per la del Timex Sinclair 1510, que permetia la utilització d'una memòria de cartutx diferent.
Per al Timex Sinclair 1000 es van fabricar dos perifèricsː el cassette Timex Sinclair 2020 i la impressora Timex Sinclair 2040.

## Maquinari[8]
- Processador: Z80
- RAM: 2 KiB
- ROM: 8 KiB